# Haval H2
Haval H2 ― субкомпактний кросовер, що випускався китайським виробником Great Wall Motor. У Китаї автомобіль пропонувався у двох версіях: «Blue Label» і “Red Label”, які відрізнялися один від одного дизайном передньої частини і салону. Крім рідного ринку в Китаї, модель продавалася в Малайзії та Ірані, а в 2019 році з'явилася в Італії. Після показу на Московському автосалоні модель продавалася в Росії з 2015 року, за п'ять років присутності на ринку вона знайшла лише 2 700 покупців. У 2021 році модельний ряд компанії поповнив компактний кросовер Haval Jolion.

## Опис

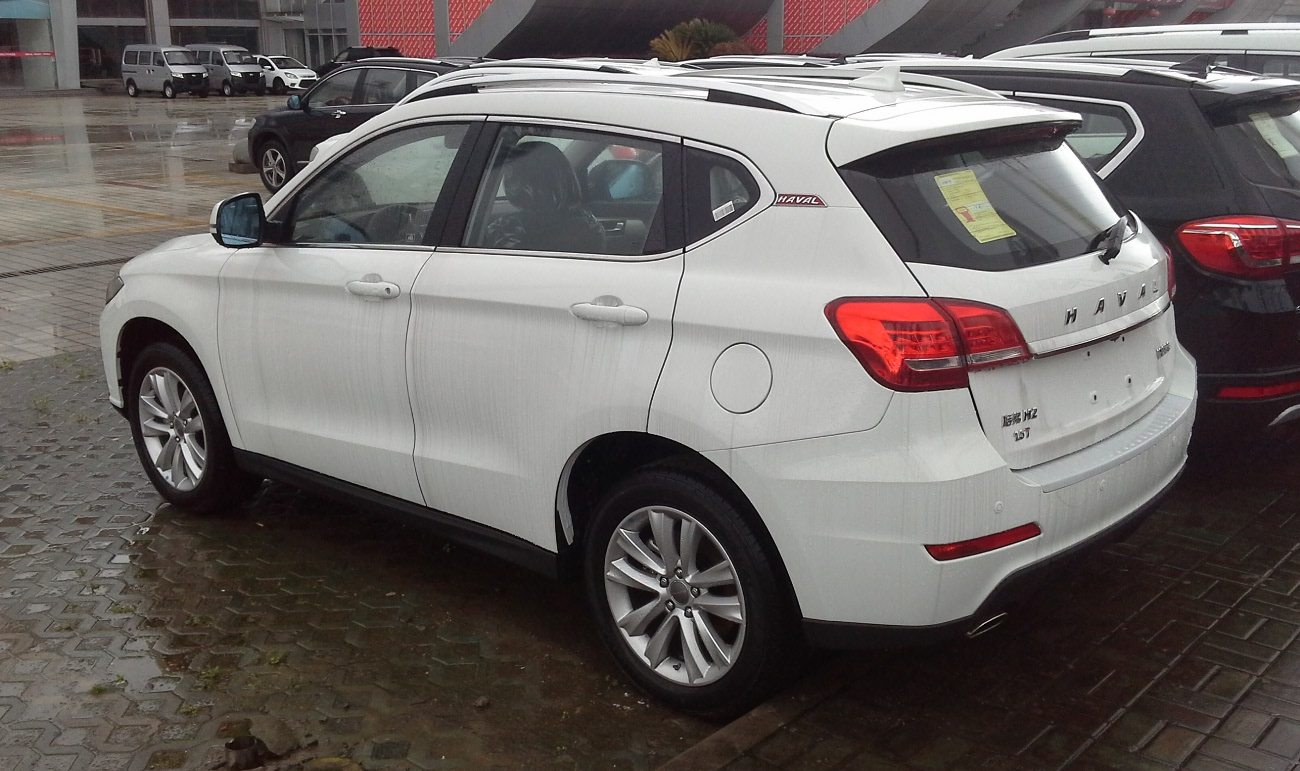

Haval H2 Red Label дебютував на Пекінському автосалоні 2014 року. Незважаючи на наявність червоного значка Haval, кросовер був випущений на ринок ще до впровадження ринкової стратегії Red і Blue Label.  Haval H2 Blue Label був представлений пізніше на автосалоні в Ченду в 2016 році, що зробило H2 першим Haval, який продавався як в червоному, так і в синьому виконанні.
Незважаючи на те, що вони мають однакову ціну, однакові силові агрегати і характеристики, автомобілі Red Label зазвичай відрізняються більш консервативним дизайном, а автомобілі Blue Label - більш агресивним дизайном, який орієнтований на більш молодіжні ринки.
Haval H2 оснащується 1,5-літровим чотирициліндровим бензиновим двигуном з турбонаддувом потужністю 110 кВт (150 к.с.) і 210 Нм, який працює в парі з шестиступінчастою автоматичною коробкою передач.
У 2017 році ANCAP протестував Haval H2 в австралійській версії, який отримав максимальний рейтинг безпеки - п'ять зірок.